# 당신이 남긴 증오
《당신이 남긴 증오》(영어: The Hate U Give)는 앤지 토머스의 2017년작 영 어덜트 장편소설로, 작가의 데뷔 작품이다. 경찰의 총에 맞은 친구의 죽음을 목격한 소녀 '스타'가 친구의 죽음의 진실을 밝히면서 벌어지는 긴장을 다루고 있다. 대한민국에는 걷는나무 출판사에서 공민희 번역가의 번역으로 출간되었다.
작가가 오스카 그랜트 사건(2009년 흑인 청년 오스카 그랜트가 경찰의 과잉진압으로 사망한 사건)을 바탕으로 쓴 단편에 기초한 것으로 알려져 있다. 책의 원제 The Hate U Give (더 헤이트 유 기브)는 흑인 래퍼 투팍의 THUG LIFE라는 말에서 따왔다.
2018년 영화로 만들어졌다. 감독은 조지 틸먼 주니어이고 어맨들라 스텐버그가 주인공 스타 역을 맡았다.